# 眾量級CROWD經營權糾紛
眾量級CROWD經營權糾紛，是指台灣YouTube創作者團體眾量級CROWD成員Andy老師與張家寧在2024年10月宣布分手後，因頻道經營權、股權分配與財務管理等議題，引發的一系列公眾爭議。事件涉及雙方對公司經營、頻道控制權與商標登記的指控與反指控。

## 事件經過

### 2016年–2020年
眾量級CROWDYouTube頻道由Andy老師（本名王崇睿）與家寧（本名張家寧）於2016年9月18日共同創立。頻道以惡搞與情侶互動影片聞名，吸引大量粉絲，訂閱數最高曾達227萬人。2017年2月18日，頻道開始領取第一筆廣告收益。為了頻道營運便利，Andy老師於2017年將其銀行帳戶與個人印鑑交由張家寧的母親曾淑惠保管。
2018年8月14日，Andy老師委託曾淑惠成立「群海娛樂股份有限公司」，用於管理頻道商業活動。公司股權分配為曾淑惠持股50%，家寧與Andy老師各持25%。曾淑惠擔任董事長，家寧與Andy為董事，並由張家寧的父親張國龍擔任監察人。
隨著頻道業務增長，Andy老師自2020年起多次向曾淑惠提出查帳要求，但皆未獲准。同年4月，曾淑惠以個人名義向中華民國經濟部智慧財產局申請「眾量級」商標註冊，涵蓋多項業務類別。該商標並未以公司或雙方名義申請。
2025年7月30日，新北地方檢察署依涉業務侵占、背信及逃漏稅等罪嫌起訴家寧母親。家寧則因涉嫌擅改頻道密碼，被依無故變更他人電磁紀錄罪嫌起訴。

### 2024年
4月，Andy老師與家寧結束戀人關係，未對外公開。10月23日，由於「眾量級CROWD」頻道廣告收益功能遭暫停，Andy老師為恢復廣告服務，填寫了自己的住址以接收Google AdSense寄送的驗證碼。10月25日，他向家寧說明此舉僅為恢復頻道功能，並無奪權意圖。然而，此後他無法再登入頻道帳號或其他社群平台。
10月26日，Andy老師與家寧在社群平台宣布分手，頻道隨之停更。同年11月，Andy老師失去「眾量級CROWD」及其相關頻道、社群帳號（包括Instagram與TikTok）的所有管理權限。11月13日，曾淑惠召開股東會，Andy老師未獲查帳機會，並當場被撤除董事職位。會中，他亦被要求簽署股權轉讓書與保密協議。

### 2025年
2月10日，Andy老師透過律師寄送存證信函，要求曾淑惠提供公司帳冊，查明財務狀況。2月28日，曾淑惠回函稱Andy為「借名登記」股東，並要求配合股權轉讓，且指控其行為涉及「恐嚇取財」。
3月11日，Andy老師於個人頻道發布影片，公開指出頻道營運與股權管理爭議，並質疑多年來財務透明度。影片發布後，引起多位YouTuber與粉絲聲援，部分網友提供金援支持。Andy亦於社群上發布「珍惜生命聲明」，強調不會選擇任何危害自身生命的行為。
3月12日，張家寧父親於晚上11點報警稱自家工廠外疑似有人騷擾。警方到場後，發現現場為四名房地產仲介人士在等候隔壁友人下班，並以手機遊戲消磨時間，並無發現不法行為。
3月14日，群海娛樂股份有限公司發布六點聲明，回應Andy指控，強調公司依法經營，Andy曾變更收益帳戶至個人名下，且薪資與獎金均已合理支付。隔日凌晨，Andy再次發布影片，逐條回應聲明內容，重申自身觀點並要求公司公開財務資料。為避免類似事件發生，Andy老師於當天迅速註冊「Andy老師」、「Andy Teacher」等商標。
3月15日，網紅「麥克風的市場求生手冊」向財政部北區國稅局新莊稽徵所檢舉群海娛樂公司逃漏稅，17日國稅局新莊稽徵所證實已立案調查。
3月18日，Andy老師在Instagram個人頁面更新說明欄內容，移除了與YouTube頻道「眾量級 CROWD」相關的標籤。
3月20日，曾淑惠指控Andy在影片中洩露家人個資並損害名譽，依《個人資料保護法》及妨害名譽罪提告，Andy需於月底前到案說明。家寧與母親已無聯繫，對此提告全然不知，得知消息後感到震驚。她目前身心俱疲，連日無法安眠，並積極釐清財務狀況及準備拍攝回應影片。
3月24日，臺灣新北地方檢察署證實，已依涉嫌違反《稅捐稽徵法》分案展開調查，不過目前僅將法人群海娛樂列為被告，尚未擴及自然人。
3月26日，Andy老師在律師陪同下赴法務部調查局北機組，遞交大量資料，指控張家寧一家涉嫌將頻道營收匯入個人外幣帳戶而非公司帳戶，構成逃漏稅行為。他稱頻道累積營收破億元，自己僅獲695萬元分潤。
4月18日，Andy老師的委任律師林哲健於其臉書公開公文影本，內容顯示新北市政府依《公司法》第170條第2項及第210條第2項，對法人群海娛樂股份有限公司處以新台幣4萬元罰鍰，理由為召開股東會程序不符及財務報表未依規定編製。
4月21日，臺灣新北地方檢察署進一步擴大調查行動，指揮法務部調查局調查官兵分五路，檢調前往群海娛樂股份有限公司辦公室及相關住處進行搜索，並約談張家寧一家、公司員工及相關證人共9人到案說明。當日晚間，張家寧與其家人陸續被移送新北地方檢察署複訊。檢方已正式將其母曾淑惠列為被告，並依涉嫌違反《稅捐稽徵法》偵辦。張家寧本人經複訊後以新台幣3萬元交保，其妹妹則以5萬元交保，兩人皆遭限制出境出海。張家寧之母曾淑惠則以20萬元交保，同樣遭限制出境。
7月29日，臺灣新北地方檢察署偵查終結，依業務侵占、背信與《刑法》不正方法逃漏稅捐等罪嫌，起訴家寧母親曾淑惠、父親張國龍、妹妹張家芸及家寧本人等四人。檢方認定，家寧一家四口自2018年至2024年間，透過侵占YouTube頻道流量廣告收益、商標授權與周邊商品銷售等，合計非法取得4278萬餘元；同時，還以9名親友為人頭虛報薪資，浮報支出1609萬餘元，以規避營利事業所得稅。張家寧本人因在與Andy分手後，擅自更改頻道登入密碼，影響原共同管理人存取權限，遭依《刑法》第359條妨害電腦使用罪（無故變更他人電磁紀錄）另案起訴。張家寧之兄張晉嘉因未參與公司經營，未涉本案。

## 涉案人物
| 暱稱   | 群海娛樂職稱 | 交保金額 | 備註         |
| ------ | ------------ | -------- | ------------ |
| 家寧   | 董事         | 3萬元    | 眾量級創辦人 |
| 家寧爸 | 監察人       | 5萬      |              |
| 家寧媽 | 董事長       | 20萬     |              |
| 家寧妹 | 經紀人       | 5萬      |              |

## 各方回應

### 群海娛樂
2025年3月14日，群海娛樂股份有限公司於下午六點針對Andy老師（王崇睿）在個人頻道發表的指控，發布六點聲明回應爭議。聲明指出，公司係由王崇睿與張家寧雙方同意設立，並為保障兩人生活，採取固定薪資與獎金制度，所有薪酬皆依據頻道收益合理發放。群海娛樂同時反駁王崇睿對財務的不實說法，稱其曾在特定期間私自將頻道收益轉入個人帳戶，造成公司無法提取收入。聲明中也強調，頻道與社群帳號皆屬雙方共同經營，但自2024年10月起，公司發現YouTube廣告收益帳戶遭更動為王崇睿名下，且TikTok帳號綁定其個人手機，影響公司管理權限。
在股權爭議部分，公司表示所有董監事改選皆依法律辦理，王崇睿仍為股東，惟應尊重營運實情。至於眾量級商標，群海娛樂說明，2020年基於品牌保護進行註冊，雖以曾淑惠（張家寧母親）名義申請，日後可再協調商標歸屬；而頻道先前獲贈之百萬名車，為雙方補差價後購買，屬公司公務車，未來亦將轉入公司名下管理。聲明最後指出，對於王崇睿的指控，公司已依法回應，並保留法律追訴權，以維護公司及全體股東權益。

### 王崇睿
王崇睿於3月15日凌晨0點發布影片逐條反駁群海娛樂聲明。他表示，群海娛樂已承認眾量級頻道為雙方共同經營，卻聲稱其為「借名登記」的員工，質疑張家母女持有過半股份的合理性，並指出從2018年至2024年頻道累計營收約逾1億元，而其薪資與獎金僅得695萬元，兩者差距極大。他進一步說明，YouTube收益帳戶並未更動為個人名下，僅在2024年10月因頻道被暫停盈利功能，填寫自家地址以接收認證碼，並已事先通知張家寧，無奪權意圖，但其後即被移除頻道與社群帳號權限。他質疑，公司既認其為股東，卻不允查帳，反將查帳要求指控為「恐嚇取財」。在商標及車輛問題上，王崇睿認為張媽媽以個人名義註冊商標並不合理，並要求說明未來商標實際歸屬；同時對百萬名車登記於誰名下提出疑義，質疑其是否真正歸屬公司資產。他最後呼籲群海娛樂公開帳冊與金流，釐清財務真相。
3月22日，Andy老師在家寧發表聲明後透過社群平台發聲，針對公司財務透明問題公開呼籲，表示自己「只想爭取自身權益」，希望作為股東與監察人的張家寧，能與其一同要求公司提供完整帳冊。Andy老師強調，既然家寧身為股東亦認為有權查帳，應與自己站在同一陣線，共同捍衛股東應有權益，並要求董事長張媽媽（曾淑惠）依法提供帳務資料，以釐清真相。

### 張家寧
3月18日，張家寧於中午透過理鴻法律事務所發布四點聲明回應爭議，說明自2018年起，頻道的商業營運與財務管理由其母親曾淑惠負責，張家寧與王崇睿皆未實際參與公司營運，僅按月領取相同薪資與獎金。聲明中表示理解對方對報酬的質疑，並認同應公平分配收益，已與律師研擬對策。張家寧亦指出，事件涉及家人與前伴侶，內心承受極大壓力，未能即時回應，未來將拍攝影片說明事件詳情。她同時宣布，個人頻道「秘月期POPOO」將脫離群海娛樂，成立新公司或工作室經營。王崇睿的委任律師林哲健在個人粉絲專頁簡短表示「意料之外，情理之中」。
3月20日，張家寧於凌晨0點在個人頻道發布影片，全程念稿正式回應爭議，重申3月18日聲明內容，並表示過去曾多次向母親及公司索取財務資料但未獲完整回應，對此感到遺憾與無力。她坦承對財務管理的疏忽致歉，並表示將透過法律途徑釐清責任。針對與Andy的關係，她指出分手後已刻意保持距離，避免爭議，並呼籲外界給予雙方空間走向各自的未來。影片中亦透露，已與母親斷聯，對其提告Andy一事感到震驚，並對事件對親情與夥伴關係造成的衝擊深感遺憾。部分網友認為影片內容較為空泛，並指出張家寧在影片中咬字不清，約4分鐘內出現多達25次發音錯誤。Joeman、黃少谷與鬼才阿水對此質疑其表達與製作品質。
3月21日，一名網友於社群平台發文，表示曾因張家寧聲明影片中咬字不清，私訊並邀請她免費參加正音班，卻遭對方以「你們這些酸民，在胡說八道，我會一一提告」等語句回覆，並附上疑似對話截圖。3月22日，張家寧委任的理鴻法律事務所發出聲明，強調流傳的對話內容與事實不符，截圖屬偽造，張本人從未回覆該名網友的私訊。律師表示，此行為已觸犯偽造文書與加重誹謗等刑事罪，要求立即停止並移除相關內容，否則將依法提起刑事告訴。

## 影響

### 訂閱數
此事件發生後，掀起「眾量級CROWD」頻道的退訂潮，從事發前的227萬訂閱，截至2025年3月15日凌晨已驟減至203萬。自3月17日起，頻道訂閱數維持在200萬，未再明顯減少，並多次出現相似增幅。

### 合作代言
2025年3月13日，台灣女裝品牌AIR SPACE於上午8時43分在其官方粉絲專頁留言區表示，已主動聯繫家寧刪除相關宣傳文，並強調與其合作已於2024年12月結束，無後續合作計劃。該品牌同時說明，此次合作屬於單次性商業活動，並無任何延續性。保養品牌DR.WU於下午1點23分其官方粉絲專頁回應網友時指出，與家寧的暫時性合作已於2024年結束，並已刪除所有與家寧相關的宣傳貼文。

## 同行反應
YouTube多位創作者Joeman、阿滴、志祺七七等，取消對張家寧個人社群帳號的追蹤，並公開發文表達對Andy的支持。而著名「反指標」網紅台南Josh於2025年3月13日在社群平台發文，表示「祝福所有拿走別人心血的人都萬事如意」，未具名評論但引發廣泛聯想與討論。

### 蔡阿嘎
3月11日，曾歷經AB合約事件的蔡阿嘎在Threads發文「為何壞人都活得很滋潤」，藉此力挺Andy。3月18日，蔡阿嘎在張家寧發布律師聲明後，於YouTube上傳30秒短片回應。他找來團隊成員蔡宗翰的妻子洪嘉璘飾演家寧，模仿其語氣與台詞，並以戲謔方式嘲諷其聲明內容，包含律師事務所名稱的諧音及手勢暗示。

### 放火
3月11日，放火在當天晚上的直播中，公開分析「眾量級CROWD」頻道的實際收益，認為該頻道累計點閱數超過8億次，僅YouTube廣告收益估算即至少新台幣2千萬元，加上業配與社群平台收入，總收益應達4千萬元以上。然而Andy老師10年間僅領取固定月薪，最高每月為5萬5千元，累計約276萬元，與其持有的25%股權所應得分潤相差甚遠，推估損失金額逾千萬元。放火直言，Andy的薪資與其200萬訂閱的YouTuber身價嚴重不符，質疑資金流向曾淑惠的帳戶，並怒批：「張媽媽你把台灣人當白痴嗎？」

### Joeman
3月12日，Joeman發表影片，探討眾量級頻道的股權分配，表示從業界觀點評估，Andy老師應持有70%至80%股份，認為其在頻道的企劃與剪輯方面貢獻甚多。Joeman亦指出，過去曾誤以為Andy租住月租新台幣6000元的套房是為了營造「裝窮」人設，但實際上是因經濟困難所致，因此公開向其道歉。他亦透露，兩人合作期間，Andy未對前夥伴家寧及其家人發表負面評論。Joeman表示，Andy在單飛後所製作的影片仍維持過去頻道的風格與品質，相較之下，家寧獨立營運後影片數量及製作品質有所下降，推測Andy在過去營運中負責主要內容製作。

### 丁特
3月13日，與Andy老師差不多時期發展的實況主丁特於直播中針對此事件公開發言，並展示其YouTube頻道後台數據作為參考，推算Andy老師在頻道經營期間可能應得的收益。丁特表示，其頻道自2018年成立公司以來，至2025年3月累計觀看次數達7.5億次，收益約為269萬美元（約新台幣8874萬元）。他指出，眾量級CROWD頻道觀看次數約8億次，兩者在發展時程與流量規模相近，推估該頻道總收益至少新台幣4500萬元。
此外，丁特根據網紅放火的統計，分析「眾量級CROWD」的業配收入，該頻道共接了70支以上業配影片，每支行情約50萬元，粗估業配總收益約1億元。若將流量收益與業配合計，頻道總收益應介於新台幣1.45億至1.5億元。丁特據此推論，Andy老師持有公司25%股權，應得約3750萬元，若遭遲延給付，可依《民法》第203條請求年息5%的利息補償。丁特認為，光是將前三年的利息計算在內，曾淑惠就應至少歸還新台幣4312萬元，才能回應外界質疑，並使事件落幕。

### 志祺七七
3月15日，志祺七七針對頻道收益爭議指出，若YouTube收益直接匯入個人帳戶，應依法申報為個人所得，否則可能涉及逃漏稅。他表示，根據相關稅務規定，若主要觀眾及執行勞務地點並非位於國外，則不適用外國收益免稅條款。若未依法申報，稅務機關可追溯7年並處以兩倍罰金。
3月21日，發布影片，進一步指出若Andy老師如所述未如實取得分紅，帳務極可能被處理為虧損或無盈利，使其難以追回應得收益，此舉或涉及公司背信或逃漏稅，將成為訴訟攻防的重點。他強調，雖家寧在法律上或有優勢，但因失去觀眾信任及合作人脈，已屬「因小失大」，對其長遠發展造成不利。
此外，志祺觀察到觀眾透過「用訂閱投票」的方式表態，展現選擇支持創作者的權利與賦權行動，並指出此事件將促使更多創作者重視合約與權益，是創作圈的重要警示。

### 草爺
3月25日，含羞草娛樂的草爺在一場公益活動中接受媒體訪問時，表示曾主動聯繫Andy，並提及對方當時的處境「應該蠻辛苦」。草爺指出，其自製歌曲《愛人啊》的MV封面已將原出演者家寧的臉部進行馬賽克處理，對於此舉，他表示是以Kuso方式處理，但未改動影片內文，以尊重參與拍攝的工作人員。當被問及家寧是否有發表聲明時，他反問「她有發聲明嗎？」，並回應對於家寧聲明內容及財務不知情的說法持保留態度。他也分享自身過往在合作與投資上曾經歷虧損的經驗，強調合約對於合作關係的重要性。